# U-17-Fußball-Asienmeisterschaft 2004/Qualifikation
Die Qualifikation zur U-17-Fußball-Asienmeisterschaft 2004 wurde zwischen dem 11. Oktober 2003 und dem 14. Dezember 2003 ausgetragen, um die 15 Teilnehmer neben Gastgeber Japan zu ermitteln.

## Modus
Die 41 Bewerber wurden in 15 regionale Gruppen eingeteilt. Der Gruppenerste qualifizierte sich für die Endrunde. Alle Gruppen wurden in einer Einfachrunde in einer Stadt oder – bei Zweiergruppen – mit Hin- und Rückspiel ausgetragen.

## Gruppe 1
Die Gruppe 1 spielte am 11. und 15. Oktober 2003 mit Hin- und Rückspiel.
|        | Gesamt |           | Hinspiel | Rückspiel |
| ------ | ------ | --------- | -------- | --------- |
| Kuwait | 4:3    | Jordanien | 2:1      | 2:2       |

## Gruppe 2
Die Gruppe 2 spielte am 11. und 14. Oktober 2003 im Oman.
|           | Gesamt |      | Hinspiel | Rückspiel |
| --------- | ------ | ---- | -------- | --------- |
| Palästina | 0:10   | Oman | 0:5      | 0:5       |

## Gruppe 3
Die Gruppe 3 spielte vom 11. bis 15. Oktober 2003 in Saudi-Arabien.
| Pl. | Verein                       | Sp. | S | U | N | Tore    | Diff. | Punkte |
| --- | ---------------------------- | --- | - | - | - | ------- | ----- | ------ |
| 1.  | Irak                         | 2   | 2 | 0 | 0 | 005:200 | +3    | 06     |
| 2.  | Vereinigte Arabische Emirate | 2   | 1 | 0 | 1 | 003:400 | −1    | 03     |
| 3.  | Saudi-Arabien                | 2   | 0 | 0 | 2 | 000:200 | −2    | 0      |

## Gruppe 4
Die Gruppe 4 spielte vom 11. bis 15. Oktober 2003 in Katar.
| Pl. | Verein  | Sp. | S | U | N | Tore    | Diff. | Punkte |
| --- | ------- | --- | - | - | - | ------- | ----- | ------ |
| 1.  | Katar   | 2   | 2 | 0 | 0 | 013:100 | +12   | 06     |
| 2.  | Bahrain | 2   | 1 | 0 | 1 | 002:400 | −2    | 03     |
| 4.  | Libanon | 2   | 0 | 0 | 2 | 000:100 | −10   | 0      |

## Gruppe 5
Die Gruppe 5 spielte vom 11. bis 15. Oktober 2003 im Iran.
| Pl. | Verein        | Sp. | S | U | N | Tore    | Diff. | Punkte |
| --- | ------------- | --- | - | - | - | ------- | ----- | ------ |
| 1.  | Iran          | 2   | 2 | 0 | 0 | 008:400 | +4    | 06     |
| 2.  | Turkmenistan  | 2   | 1 | 0 | 1 | 006:700 | −1    | 03     |
| 3.  | Tadschikistan | 2   | 0 | 0 | 2 | 005:800 | −3    | 0      |

## Gruppe 6
Die Gruppe 6 spielte vom 1. bis 5. Dezember 2003 in Neu-Delhi, Indien.
| Pl. | Verein      | Sp. | S | U | N | Tore    | Diff. | Punkte |
| --- | ----------- | --- | - | - | - | ------- | ----- | ------ |
| 1.  | Indien      | 2   | 1 | 1 | 0 | 005:100 | +4    | 04     |
| 2.  | Nepal       | 2   | 1 | 1 | 0 | 003:100 | +2    | 04     |
| 3.  | Afghanistan | 2   | 0 | 0 | 2 | 000:600 | −6    | 0      |

## Gruppe 7
Die Gruppe 7 spielte vom 29. Oktober bis 2. November 2003 in Usbekistan.
| Pl. | Verein     | Sp. | S | U | N | Tore    | Diff. | Punkte |
| --- | ---------- | --- | - | - | - | ------- | ----- | ------ |
| 1.  | Usbekistan | 2   | 2 | 0 | 0 | 011:100 | +10   | 06     |
| 2.  | Sri Lanka  | 2   | 1 | 0 | 1 | 004:400 | ±0    | 03     |
| 3.  | Bhutan     | 2   | 0 | 0 | 2 | 000:900 | −9    | 0      |

## Gruppe 8
Die Gruppe 8 spielte am 11. und 13. Oktober 2003 in Bangladesch.
|             | Gesamt |             | Hinspiel | Rückspiel |
| ----------- | ------ | ----------- | -------- | --------- |
| Bangladesch | 3:0    | Kirgisistan | 1:0      | 2:0       |

## Gruppe 9
| Pl. | Verein   | Sp. | S | U | N | Tore    | Diff. | Punkte |
| --- | -------- | --- | - | - | - | ------- | ----- | ------ |
| 1.  | Thailand | 2   | 2 | 0 | 0 | 007:100 | +6    | 06     |
| 2.  | Singapur | 2   | 0 | 0 | 2 | 001:700 | −6    | 0      |
| 3.  | Osttimor | 0   | 0 | 0 | 0 | 000:000 | ±0    | 0      |

Osttimor zog seine Mannschaft zurück.

## Gruppe 10
Die Gruppe 10 spielte vom 28. November bis 2. Dezember 2003 in Laos.
| Pl. | Verein    | Sp. | S | U | N | Tore    | Diff. | Punkte |
| --- | --------- | --- | - | - | - | ------- | ----- | ------ |
| 1.  | Laos      | 2   | 2 | 0 | 0 | 008:000 | +8    | 06     |
| 2.  | Myanmar   | 2   | 1 | 0 | 1 | 003:200 | +1    | 03     |
| 3.  | Malediven | 2   | 0 | 0 | 2 | 000:900 | −9    | 0      |

## Gruppe 11
Die Gruppe 11 spielte vom 11. bis 15. Oktober 2003 in Vietnam.
| Pl. | Verein      | Sp. | S | U | N | Tore    | Diff. | Punkte |
| --- | ----------- | --- | - | - | - | ------- | ----- | ------ |
| 1.  | Vietnam     | 2   | 2 | 0 | 0 | 010:000 | +10   | 06     |
| 2.  | Kambodscha  | 2   | 1 | 0 | 1 | 004:600 | −2    | 03     |
| 3.  | Philippinen | 2   | 0 | 0 | 2 | 002:100 | −8    | 0      |

## Gruppe 12
Die Gruppe 12 spielte vom 10. bis 14. Dezember 2003.
| Pl. | Verein     | Sp. | S | U | N | Tore    | Diff. | Punkte |
| --- | ---------- | --- | - | - | - | ------- | ----- | ------ |
| 1.  | Malaysia   | 2   | 1 | 1 | 0 | 004:200 | +2    | 04     |
| 2.  | Indonesien | 2   | 0 | 1 | 1 | 002:400 | −2    | 01     |
| 3.  | Brunei     | 0   | 0 | 0 | 0 | 000:000 | ±0    | 0      |

Brunei zog seine Mannschaft zurück.

## Gruppe 13
Die Gruppe 13 spielte vom 11. bis 15. Oktober 2003 in Südkorea.
| Pl. | Verein   | Sp. | S | U | N | Tore    | Diff. | Punkte |
| --- | -------- | --- | - | - | - | ------- | ----- | ------ |
| 1.  | Südkorea | 2   | 2 | 0 | 0 | 028:000 | +28   | 06     |
| 2.  | Hongkong | 2   | 1 | 0 | 1 | 007:120 | −5    | 03     |
| 3.  | Guam     | 2   | 0 | 0 | 2 | 002:250 | −23   | 0      |

## Gruppe 14
Die Gruppe 14 spielte vom 13. bis 15. Oktober 2003 in Nordkorea.
|           | Gesamt |          | Hinspiel | Rückspiel |
| --------- | ------ | -------- | -------- | --------- |
| Nordkorea | 20:0   | Mongolei | 9:0      | 11:0      |

## Gruppe 15
Die Gruppe 15 spielte vom 11. bis 15. Oktober 2003 in der Volksrepublik China.
| Pl. | Verein | Sp. | S | U | N | Tore    | Diff. | Punkte |
| --- | ------ | --- | - | - | - | ------- | ----- | ------ |
| 1.  | China  | 2   | 2 | 0 | 0 | 030:000 | +30   | 06     |
| 2.  | Taiwan | 2   | 1 | 0 | 1 | 008:700 | +1    | 03     |
| 3.  | Macau  | 2   | 0 | 0 | 2 | 000:310 | −31   | 0      |